# Есперанс (Вашингтон)
Есперанс (енгл. Esperance) насељено је место без административног статуса у америчкој савезној држави Вашингтон.

## Демографија
По попису из 2010. године број становника је 3.601, што је 98 (2,8%) становника више него 2000. године.
| Група             | 2000.         | 2010.         |
| Белци             | 3.002 (85,7%) | 2.731 (75,8%) |
| Афроамериканци    | 53 (1,5%)     | 101 (2,8%)    |
| Азијати           | 249 (7,1%)    | 409 (11,4%)   |
| Хиспаноамериканци | 81 (2,3%)     | 182 (5,1%)    |
| Укупно            | 3.503         | 3.601         |